# Mercœur (Haute-Loire)
 Mercœur  ist eine französische Gemeinde mit 148 Einwohnern (Stand 1. Januar 2022) im Département Haute-Loire in der Region Auvergne-Rhône-Alpes; sie gehört zum Arrondissement Brioude und zum Kanton Pays de Lafayette.
An der westlichen Gemeindegrenze verläuft der Fluss Ceroux.

## Geschichte
Mercœur war der Sitz einer mittelalterlichen Burgherrschaft, die zum Herzogtum Mercoeur erhoben wurde.

## Weblinks

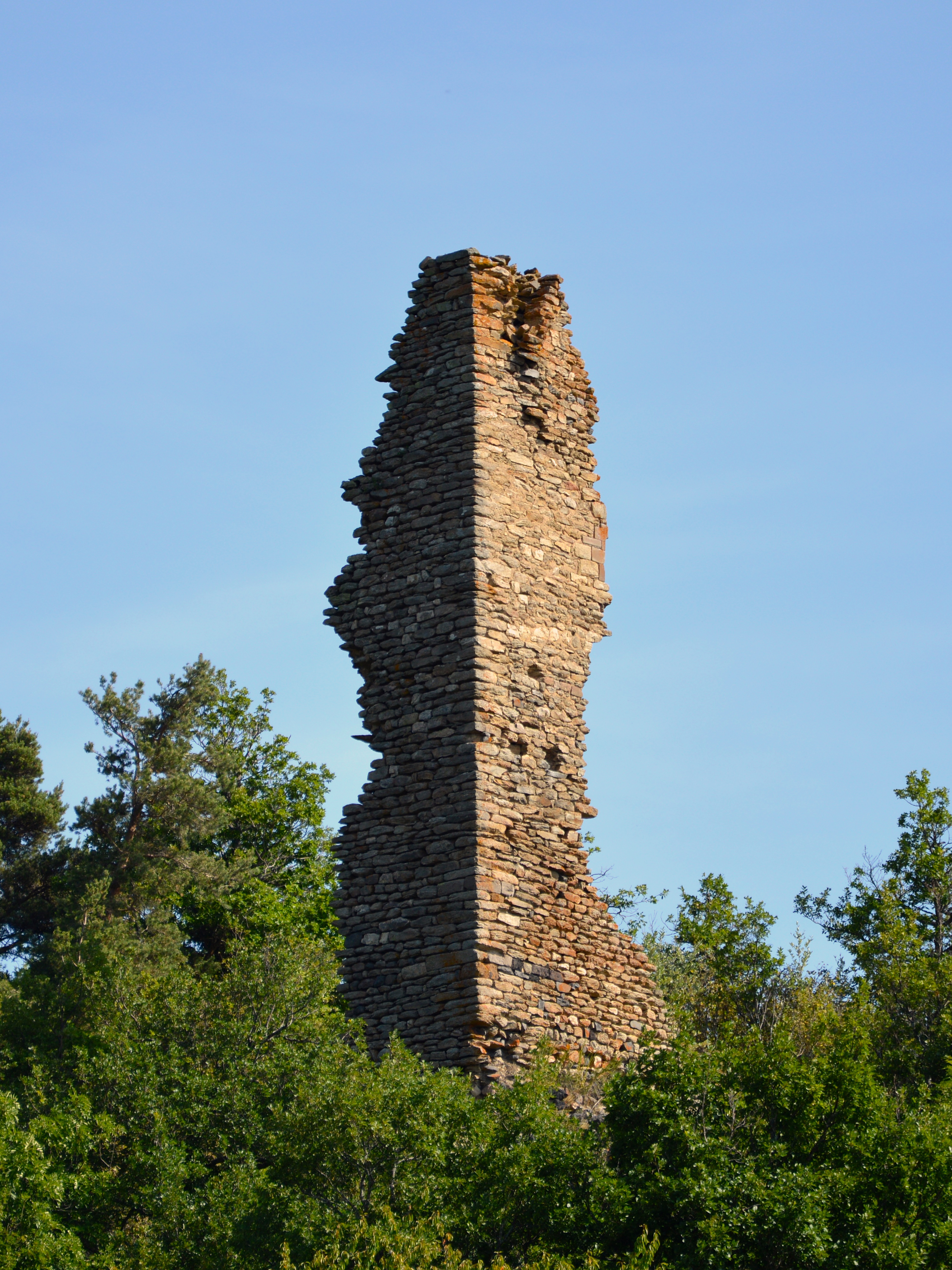
Turmruine der ehemaligen Burg

### Bevölkerungsentwicklung
| Jahr                       | 1962 | 1968 | 1975 | 1982 | 1990 | 1999 | 2007 |
| Einwohner                  | 207  | 229  | 207  | 201  | 175  | 150  | 139  |
| Quellen: Cassini und INSEE |      |      |      |      |      |      |      |